# Твёрдость по Шору (метод вдавливания)

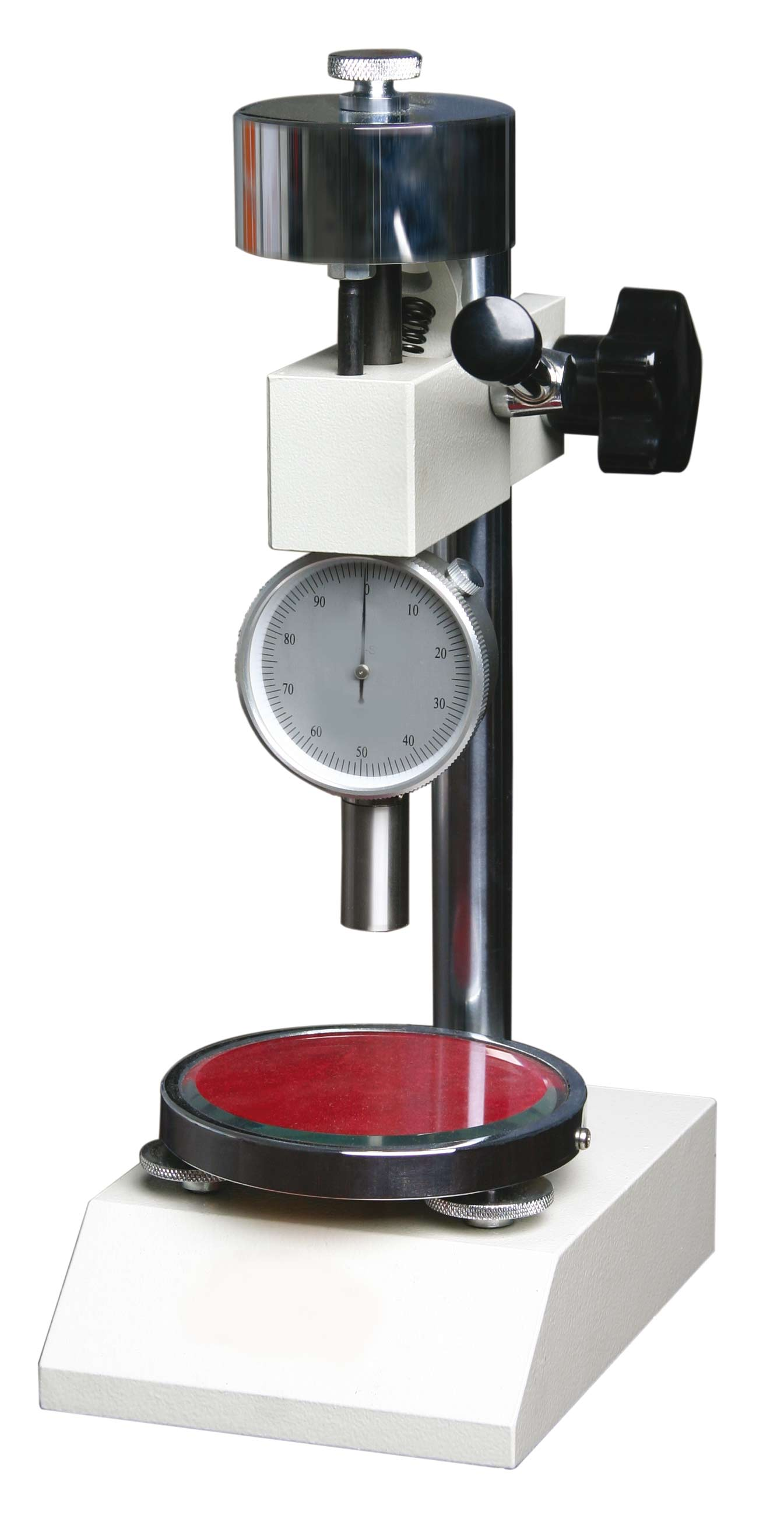
Механический дюрометр Шора, установленный на штативе с устройством пригружения.

Твёрдость по Шору — метод измерения твёрдости материалов. Как правило, используется для измерения твёрдости низкомодульных материалов. Обычно — полимеров: пластмасс, эластомеров, каучуков и продуктов их вулканизации.
Метод и шкала были предложены Альбертом Ф. Шором в 1920-х годах. Он же разработал соответствующий измерительный прибор, называемый дюрометром.
Регулируется международным стандартом ISO 868 и рядом других национальных стандартов.
Твёрдость по Шору обозначается в виде числового значения шкалы, к которому приписывается буква, указывающая тип шкалы с явным указанием названия метода измерения твёрдости или прибора. Например:
- «Твёрдость по Шору 80A»;
- «Твёрдость по дюрометру 80A»;
- допускается «Твёрдость по Шору 80 по шкале D»;
- допускается в таблицах «Твёрдость, ед. Шора А».

О дюрометрах и методах говорят как о дюрометрах и методах Шора типов A, B и т. д.
Метод позволяет измерять глубину начального вдавливания, глубину вдавливания после заданных периодов времени или и то и другое вместе.
Метод является эмпирическим испытанием. Не существует простой зависимости между твёрдостью, определяемой с помощью данного метода, и каким-либо фундаментальным свойством испытуемого материала.
Метод отличается сравнительно большим разбросом значений результатов измерений, но удобен своей простотой (в том числе конструкцией измерительного прибора) и оперативностью проведения измерений, позволяя производить их, в том числе на готовых изделиях, крупногабаритных деталях и криволинейных поверхностях достаточно больших радиусов. Из-за этого получил широкое распространение в производственной практике.

## Принцип
Измеряется глубина вдавливания в материал определённого индентора под действием силы в заданных условиях.
Твёрдость при вдавливании обратно пропорциональна глубине вдавливания и зависит от модуля упругости и вязкоэластичных свойств материала. На получаемые результаты влияет форма индентора и прилагаемая к нему сила, поэтому между результатами, получаемыми при испытаниях с дюрометрами разных типов или другими приборами для измерения твёрдости, не может быть прямой зависимости.

## Шкалы дюрометра

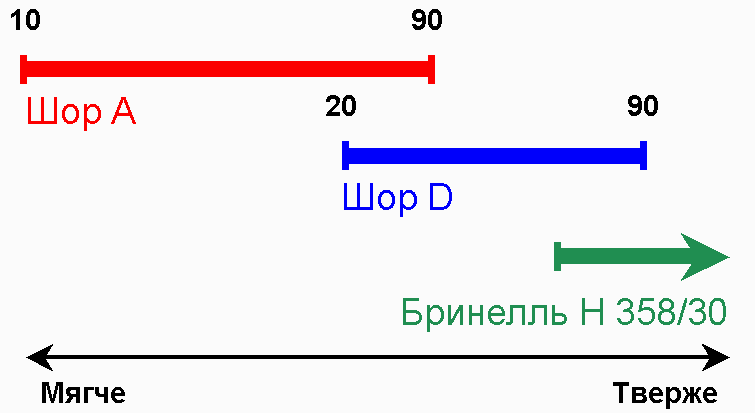
Примерное соотношение разных шкал

Для измерения дюрометром Шора применяется несколько шкал, используемых для материалов с различными свойствами. Две наиболее распространённых шкалы — тип A и тип D. Шкала типа A предназначена для более мягких материалов, в то время как D для более твёрдых. Помимо этого стандарт ASTM D2240 предусматривает в общей сложности 12 шкал измерений, используемых в зависимости от целевой задачи; различают типы A, B, C, D, DO, E, M, O, OO, OOO, OOO-S и R. Все шкалы делятся от 0 до 100 условных единиц, при этом высокие значения соответствуют более твёрдым материалам.
| A  | 5  | 10 | 15 | 20 | 25 | 30 | 35 | 40 | 45 | 50 | 55 | 60 | 65 | 70 | 75 | 80 | 85 | 90 | 95 | 100 |
| B  |    |    |    | 6  | 12 | 17 | 22 | 27 | 32 | 37 | 42 | 47 | 51 | 56 | 62 | 66 | 71 | 76 | 81 | 85  |
| C  |    |    |    |    |    | 9  | 12 | 14 | 17 | 20 | 24 | 28 | 32 | 37 | 42 | 47 | 52 | 59 | 70 | 77  |
| D  |    |    |    |    |    | 6  | 7  | 8  | 10 | 12 | 14 | 16 | 19 | 22 | 25 | 29 | 33 | 39 | 46 | 58  |
| O  | 8  | 14 | 21 | 28 | 35 | 42 | 48 | 53 | 57 | 61 | 65 | 69 | 72 | 75 | 79 | 84 |    |    |    |     |
| OO | 45 | 55 | 62 | 70 | 76 | 80 | 83 | 86 | 88 | 90 | 91 | 93 | 94 | 95 | 97 | 98 |    |    |    |     |

## Устройство прибора

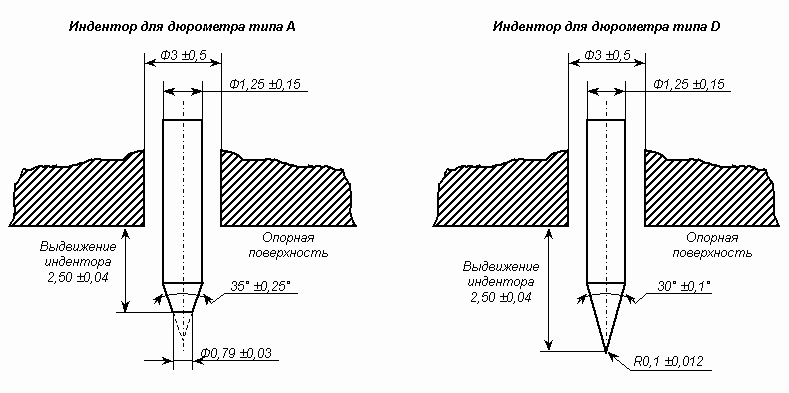
Чертёж инденторов для дюрометров типов A и D

В конструкции дюрометров Шора типов A и D входят следующие части:
- Опорная поверхность (площадь не менее 100 мм²) с отверстием диаметром от 2,5 до 3,5 мм, центр которого находится на расстоянии не менее 6 мм от любого края опоры.
- Индентор в виде закалённого стального стержня диаметром 1,10—1,40 мм.
- Индикаторное устройство, показывающее степень выдвижения кончика индентора за пределы опорной поверхности. Степень выдвижения может быть измерена непосредственно в условных единицах в диапазоне от 0, для полного выдвижения кончика индентора, равного 2,50 мм + 0,04 мм, до 100 при отсутствии какого-либо выдвижения вообще, что происходит, например, в том случае, когда опорную поверхность индентора плотно прижимают к стеклянной пластинке.
- Калиброванная пружина для приложения к индентору силы, рассчитанной согласно одной из приведённых ниже формул:
  - F = 550 + 75НA, где F — прилагаемая сила, мН; НA — твёрдость, определённая по дюрометру типа А;
  - F = 445НD, где F — прилагаемая сила, мН; HD — твёрдость, определённая по дюрометру типа D.

Опционально твердомеры снабжаются специальным приспособлением или элементами крепления груза, центрированного по оси индентора, позволяющими создавать определённое прижимное усилие. Данное усилие может корректироваться нормативно-технической документацией на конкретные материалы.
| Тип шкалы | Индентор | Усилие на инденторе | Усилие на инденторе   | Усилие на инденторе | Усилие на инденторе   | Прижимное усилие |
| Тип шкалы | Индентор | Н                   | Предельное отклонение | гс                  | Предельное отклонение | Прижимное усилие |
| --------- | --- | ------------------- | --------------------- | ------------------- | --------------------- | ---------------- |
| A         | Закалённый стальной стержень диаметром 1,25 мм, заканчивающийся усечённым конусом с углом при вершине 35° и диаметром вершины 0,79 мм | 0,550 + 0,075НA     | ±0,078                | 56 + 7,66НA         | ±8                    | 1 кг (12,5 Н)    |
| D         | Закалённый стальной стержень диаметром 1,25 мм, заканчивающийся конусом с углом при вершине 30°, радиус острия 0,10 мм                | 0,445НD             | ±0,441                | 45,36НD             | ±45                   | 5 кг (50,0 Н)    |

| Тип шкалы | Индентор | Максимальное усилие на инденторе | Максимальное усилие на инденторе | Прижимное усилие |
| Тип шкалы | Индентор | Н                                | гс                               | Прижимное усилие |
| --------- | --- | -------------------------------- | -------------------------------- | ---------------- |
| B         | Закалённый стальной стержень диаметром 1,25 мм, заканчивающийся конусом с углом при вершине 30°, радиус острия 0,10 мм                | 8,061                            | 822                              | 1 кг             |
| C         | Закалённый стальной стержень диаметром 1,25 мм, заканчивающийся усечённым конусом с углом при вершине 35° и диаметром вершины 0,79 мм | 44,62                            | 4550                             | 5 кг             |
| AO, L     | Закалённый стальной шарик диаметром 5 мм                                                                                              | 8,064                            | 822                              | 12,5 Н           |
| DO        | Закалённый стальной шарик диаметром 2,38 мм                                                                                           | 44,62                            | 4550                             | 5 кг             |
| O         | Закалённый стальной шарик диаметром 2,38 мм                                                                                           | 8,064                            | 822                              | 1 кг             |
| OO        | Закалённый стальной шарик диаметром 2,38 мм                                                                                           | 1,108                            | 113                              | 400 г            |
| OOO       | Закалённый стальной шарик диаметром 12,7 мм                                                                                           | 1,108                            | 113                              | 400 г            |

## Проведение испытания
При испытании материалов, твёрдость которых не зависит от относительной влажности, дюрометр и образцы для испытания кондиционируют не менее 1 ч в условиях одной из стандартных атмосфер по ГОСТ 12423-2013 «Пластмассы. Условия кондиционирования и испытания образцов (проб)» (ISO 291), защитив их от воздействия прямых солнечных лучей. При испытании материалов, твёрдость которых зависит от относительной влажности, образцы для испытаний следует кондиционировать по тем же стандартам или согласно соответствующей нормативно-технической документации на испытуемый материал.
При этих же условиях проводят испытание.
Испытуемый образец должен иметь толщину не менее 6 мм. Для достижения необходимой толщины образец для испытаний может состоять из нескольких тонких слоёв, но результаты испытаний, полученные с такими образцами, могут не согласовываться с результатами испытаний цельных образцов, так как поверхности таких слоёв иногда не полностью соприкасаются друг с другом.
Размеры образцов должны позволять проводить испытание на расстоянии не менее 12 мм от любого края, если только заранее не будет известно, что при испытаниях на меньшем расстоянии от края достигаются идентичные результаты. Поверхность образца в месте контакта с опорной поверхностью на площади радиусом не менее 6 мм от кончика индентора должна быть очень ровной. На кривых, неровных или шероховатых поверхностях нельзя получить удовлетворительные результаты измерения твёрдости с помощью дюрометра.
Испытуемый образец помещают на твёрдую ровную горизонтальную поверхность. Дюрометр устанавливают в вертикальном положении так, чтобы кончик индентора находился на расстоянии не менее 12 мм от любого края образца. Как можно быстрее без толчка к образцу прижимают опорную поверхность дюрометра, держа её параллельно поверхности испытуемого образца. К опорной поверхности с помощью специального приспособления или груза прилагают давление, достаточное для обеспечения надёжного контакта с образцом.
Допускается пригружение твердомера вручную.
Снимают показания индикаторного устройства спустя 15+1 с. Если необходимо произвести мгновенное измерение, то показание снимают в течение 1 с после прижатия опорной поверхности к образцу. В этом случае записывают максимальное значение, которое покажет индикатор дюрометра.
Лучшая воспроизводимость может быть достигнута путём использования подставки (штатива) для дюрометра или груза, центрируемого по оси индентора, или того и другого вместе для прижатия опорной поверхности к образцу. Для дюрометра типа А рекомендуется масса груза 1 кг, а для дюрометра типа D — 5 кг. Интервал времени, после которого снимают показания, может устанавливаться на отдельные материалы собственной нормативно-технической документацией.
Проводят пять измерений твёрдости в разных местах поверхности образца, но на расстоянии не менее 6 мм от точки предыдущего измерения, и определяют среднее значение. Рекомендуется при получении с помощью дюрометра типа A значений выше 90 испытания проводить с дюрометром типа D, а при получении с помощью дюрометра типа D значений меньше 20 испытания проводить с помощью дюрометра типа A.
Оформляют протокол испытаний, в который включают:
- ссылку на стандарт;
- полную идентификацию испытуемого материала;
- описание образца для испытания, включая толщину, а в случае применения составного образца и число слоёв;
- температуру испытания и относительную влажность, если твёрдость испытуемого материала зависит от влажности;
- тип дюрометра (A, D и т. д.);
- если известно и если требуется, время, прошедшее с момента изготовления образца до момента измерения твёрдости;
- отдельные значения твёрдости и интервал времени, по истечении которого эти показания снимались;
- среднее значение твёрдости;
- отдельные подробности процедуры, не указанные в стандартах, на которые имеются ссылки, и любые другие указания, которые могут повлиять на результаты.

Показания можно записывать по следующей форме, твёрдость по Шору: А/15:45, где A — тип дюрометра, 15 — время в секундах от момента приведения опорной поверхности в тесный контакт с образцом до момента снятия показания, 45 — показания. Аналогичным образом твёрдость по Шору D/1:60 означает показание 60, полученное с помощью дюрометра типа D в течение 1 с или от максимального показания.

## Твёрдость по Шору некоторых материалов

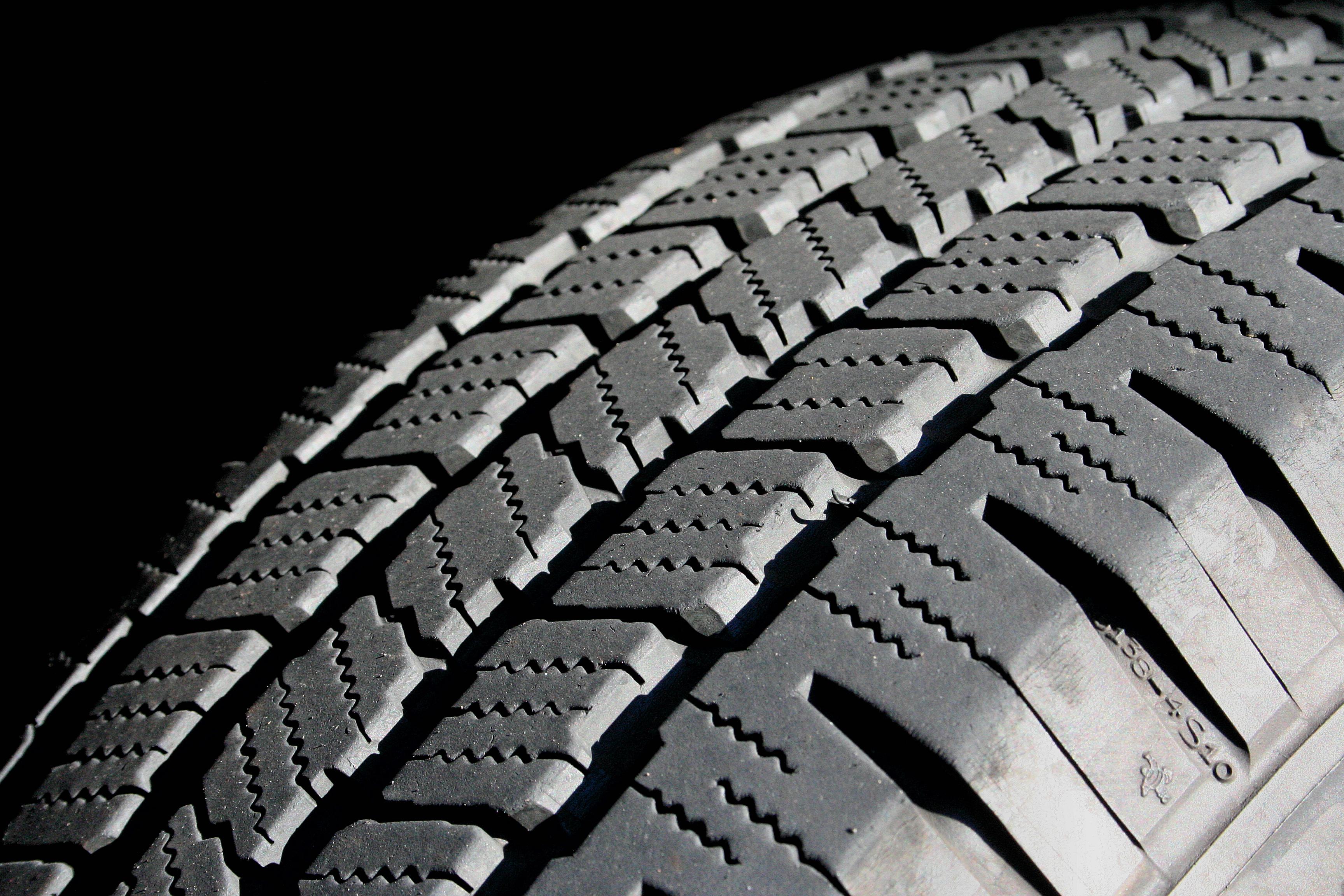
Твёрдость по Шору материала протектора автомобильной шины обычно составляет от 50A до 70A в зависимости от её назначения.

| Материал, изделие                         | Твёрдость, ед. Шора | Тип шкалы |
| ----------------------------------------- | ------------------- | --------- |
| Гелевое сиденье велосипеда                | 15—30               | OO        |
| Жевательная резинка                       | 20                  | OO        |
| Виброгасящий материал Сорботан            | 40                  | OO        |
| Виброгасящий материал Сорботан            | 0                   | A         |
| Силиконовый герметик                      | 10—25               | A         |
| Мягкий художественный ластик              | 20                  | A         |
| Бытовые резиновые колечки                 | 25—30               | A         |
| Велосипедная камера                       | 30                  | A         |
| Бинт Мартенса (резиновый)                 | 30—35               | A         |
| Обычный ластик                            | 50—55               | A         |
| Дверной уплотнитель                       | 55                  | A         |
| Лезвия стеклоочистителя                   | 55—60               | A         |
| Автомобильная шина                        | 60—70               | A         |
| Полиуретановая втулка сайлентблока        | 65                  | А         |
| Мягкие колёса скейтборда                  | 75                  | A         |
| Гидравлическое уплотнительное кольцо      | 70—90               | A         |
| Резиновая пробка для ванны                | 80—85               | A         |
| Бумагоопорный вал пишущей машинки         | 85—90               | A         |
| Цельнолитые шины вилочного автопогрузчика | 90—95               | A         |
| Прокладка биконитовая                     | 90—98               | А         |
| Твёрдые колёса скейтборда                 | 98                  | A         |
| Эбонит                                    | 100                 | A         |
| Литой пластмассовый ролик                 | 50                  | D         |
| Пластик промышленной защитной каски       | 75                  | D         |

## Дюрометры и шкалы Аскер
Название происходит от бренда «Asker» японского производителя Kobunshi Keiki Co., выпускающей ряд моделей приборов оригинальной фирменной модификации и имеющих соответствующие оригинальные шкалы. Методика измерения твёрдости с применением дюрометров Аскер основана на тех же принципах и фактически является методом Шора. Измерительный прибор, применяемый в этом методе, так же именуется «дюрометр». Применяется в основном для тех же материалов, что и описываемый в данной статье метод Шора, только преимущественно — мягких и эластичных. Часть фирменных шкал Аскер нормируется национальными стандартами Японии. Отличается от классического метода некоторыми параметрами измерительного прибора, инденторами и фирменными названиями типов шкал (моделей приборов).
| Тип шкалы | Индентор | Усилие на инденторе | Усилие на инденторе   |
| Тип шкалы | Индентор | гс, при 0 ед. шкалы | гс, при 100 ед. шкалы |
| --------- | --- | ------------------- | --------------------- |
| JA        | Закалённый стальной стержень диаметром 1,25 мм, заканчивающийся усечённым конусом с углом при вершине 35° и диаметром вершины 0,79 мм | 55                  | 855                   |
| JC        | Закалённый стальной стержень диаметром 1,25 мм, заканчивающийся усечённым конусом с углом при вершине 35° и диаметром вершины 0,79 мм | 100                 | 4500                  |
| Аскер C   | Закалённая стальная полусфера диаметром 5,08 мм                                                                                       | 55                  | 855                   |
| Аскер C2  | Закалённая стальная полусфера диаметром 5,08 мм                                                                                       | 55                  | 455                   |
| Аскер CS  | Закалённый стальной цилиндр диаметром 10 мм                                                                                           | 100                 | 4500                  |
| Аскер FP  | Закалённый стальной цилиндр диаметром 15 мм                                                                                           | 100                 | 200                   |
| Аскер F   | Закалённый стальной цилиндр диаметром 25,2 мм                                                                                         | 55                  | 455                   |

Твёрдость по дюрометру Аскер обозначается так же, как твёрдость по дюрометру Шора, только вместо «Шор» указывается «Аскер», например, «Твёрдость по Аскер 80C».
Следует иметь в виду, что ряд названий типов шкал совпадает со стандартизованными, но не всегда совпадают значения этих шкал и используемые инденторы. Например, модель «Аскер A» полностью совпадает со стандартной моделью «Шор A», а модель «Аскер C» — только названием типа шкалы. В случае проведения испытаний дюрометром Аскер, модель которого полностью соответствует определённой модели дюрометра Шора для различения при записи результатов испытаний рекомендуется отдавать предпочтение записи «30 ед. Шор A» вместо «30 ед. Аскер A».

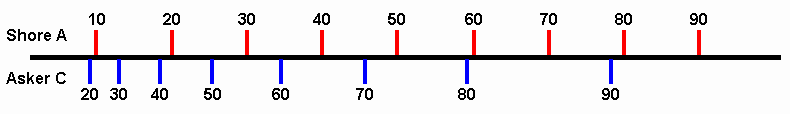
Приблизительное соотношение между шкалами дюрометров Шора A и Аскер С

## Галерея

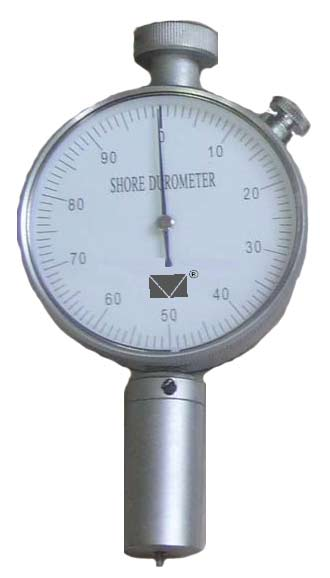
Аналоговый дюрометр Шора
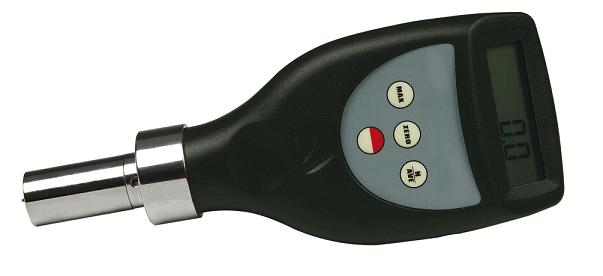
Цифровой дюрометр Шора